# Телевизијски дневник
Телевизијски дневник (скраћено: ТВ дневник) јесте централна информативна телевизијска емисија, колажног карактера, сачињена од снимљених и монтираних репортажа, извештаја, анализа, интервјуа и прилога различитих тема, који се смењују са живим сегментима (нпр. најавама из студија, живим укључењима).
Ток и минутажа емисије су традиционално одређени. Емисија обухвата прегледе вести према следећем редоследу: вест дана, остале најважније вести, домаће вести, друштво и економија, вести из света, вести из културе и уметности, спортски блок и временску прогнозу.

## Историјат ТВ дневника у СФРЈ и Србији
Одредница ТВ Дневник је у доба СФРЈ означавала централну информативну емисију емитовану на југословенским телевизијама. У времену након распада СФРЈ националне телевизијске куће новонасталих држава задржале су овај релативно култни назив за своје главне информативне емисије.
У СФРЈ је 23. августа 1958. године емитован први ТВ Дневник Телевизије Београд.

## ТВ дневник у свету
У свету постоје емисије истог карактера и аналогног назива: Telediario на TVE (Шпанија),  Journal на TF1 (Француска), Teléjournal na Radio-Canada (Канада), Tagesschau (Немачка) и сл.